# 沈珩 (清朝)
沈珩（1619年—1695年），字昭子，号耿岩，又号稼村。浙江海宁人。清朝政治人物。

## 生平
康熙三年（1664年）会元，殿试传胪，选内阁中书。康熙十八年（1679年）召试博学鸿词科，位列第二等第三名，授翰林院编修。曾参纂《明史》。著作有《十三经文钞》、《明史要略》、《明儒言行录》及《耿岩集》、《耿岩文选》。